# Miscegenus heretaunga
Miscegenus heretaunga is een eenoogkreeftjessoort uit de familie van de Miraciidae. De wetenschappelijke naam van de soort is voor het eerst geldig gepubliceerd in 1982 door Wells, Hicks & Coull.